# Северни бетонг
Северни бетонг (Bettongia tropica) је врста сисара торбара из породице бетонга, поторија и пацов-кенгура (Potoroidae).

## Распрострањење
Ареал врсте је ограничен на једну државу. Аустралијска држава Квинсленд је једино познато природно станиште врсте.

## Станиште
Станиште врсте су шуме. Врста је по висини распрострањена од 800 до 1.200 метара надморске висине.

## Угроженост
Ова врста се сматра угроженом.